# Paulo Giardini
Paulo Giardini (18 de novembro de 1962 –  Rio de Janeiro, 2 de dezembro de 2024) foi um ator de teatro, televisão e cinema brasileiro.
Em 1989, entrou na peça Timidamente Feliz, de Eugène Labiche.
Em junho de 2000, Paulo Giardini era diretor da casa da Gávea, um centro de produção no Rio de Janeiro e São Paulo.
Em 2001, fez parte do elenco da peça O Homem Que Viu o Disco Voador, de Flávio Márcio, ao lado de Paulo Betti, Vera Fajardo, Hebe Cabral, e Rodolfo Mesquita.
Era irmão da também atriz Eliane Giardini.
Morreu aos 62 anos, vítima de um acidente vascular cerebral.

## Televisão
| Ano  | Personagem                         | Título                           | Nota                                      |
| ---- | ---------------------------------- | -------------------------------- | ----------------------------------------- |
| 2025 | Dona Beja                          | Eliseu                           | Trabalho póstumo                          |
| 2022 | Pantanal                           | Osvaldo                          |                                           |
| 2021 | Nos Tempos do Imperador            | Padre Manoel                     |                                           |
| 2018 | O Tempo Não Para                   | Almirante Fidélio                | Episódio: "26 de setembro"                |
| 2018 | O Outro Lado do Paraíso            | Juiz                             | Participação especial                     |
| 2018 | Malhação: Vidas Brasileiras        | Leonardo                         |                                           |
| 2018 | Deus Salve o Rei                   |                                  |                                           |
| 2017 | Tempo de Amar                      | Joalheiro                        |                                           |
| 2017 | A Força do Querer                  | Juiz                             |                                           |
| 2017 | Novo Mundo                         | Antônio                          |                                           |
| 2017 | Era Uma Vez Uma História           | Elias Antônio Lopes              |                                           |
| 2016 | Rock Story                         | Alberto                          |                                           |
| 2016 | Magnífica 70                       | Diretor da clínica               | Episódio: "Minutos Finais"                |
| 2016 | Êta Mundo Bom!                     | Médico                           |                                           |
| 2016 | Além do Tempo                      | Médico                           |                                           |
| 2015 | Malhação - Seu Lugar No Mundo      | Pediatra                         |                                           |
| 2015 | Questão de Família                 | João                             | Episódio: "Abrigo                         |
| 2013 | Além do Horizonte                  | Ricardo                          |                                           |
| 2013 | Salve Jorge                        | Padre                            |                                           |
| 2012 | Avenida Brasil                     | Médico                           |                                           |
| 2011 | Fina Estampa                       | Médico de Wallace Mu             |                                           |
| 2011 | Morde & Assopra                    | Oftalmologista de Ícaro          |                                           |
| 2011 | Insensato Coração                  | Martins                          |                                           |
| 2010 | Nosso Querido Trapalhão            | Capitão                          | Especial de fim de ano                    |
| 2010 | Passione                           | Médico de Gerson                 |                                           |
| 2010 | Tempos Modernos                    | Médico de Rámon                  |                                           |
| 2010 | Cama de Gato                       | Advogado Mendel Quintana         |                                           |
| 2009 | Bela, a Feia                       | Delegado que prende Vera         |                                           |
| 2009 | Chamas da Vida                     | Advogado de Mercedes             |                                           |
| 2008 | Malhação                           | Gerson Siqueira (Siqueira)       |                                           |
| 2008 | Beleza Pura                        | Delegado                         |                                           |
| 2008 | Ciranda de Pedra                   | Antero                           |                                           |
| 2008 | Desejo Proibido                    | Homem na maternidade com Escobar |                                           |
| 2007 | Dicas de Um Sedutor                |                                  | Especial de fim de ano                    |
| 2007 | Eterna Magia                       | Botânico                         |                                           |
| 2007 | Paraíso Tropical                   | Médico                           |                                           |
| 2007 | Amazônia, de Galvez a Chico Mendes | Juiz Longhini                    |                                           |
| 2006 | Avassaladoras                      | Laerte                           | Episódio: "Sexo, Amor e Confusão"         |
| 2006 | Minha Nada Mole Vida               | Felipe Fontana                   | Episódio: Vida de Artista Não É Mole Não" |
| 2006 | Cobras & Lagartos                  | Médico                           |                                           |
| 2006 | Malhação                           | Gerson Siqueira (Siqueira)       |                                           |
| 2005 | América                            | Delegado                         |                                           |
| 2005 | Os Amadores                        |                                  | Especial de Fim de Ano                    |
| 2005 | Floribella                         | Louis                            |                                           |
| 2005 | Prova de Amor                      | Advogado de Lopo                 |                                           |
| 2004 | Celebridade                        | Navarro                          |                                           |
| 2004 | A Diarista                         |                                  | Episódio: "Parece Mas Não É"              |

## Cinema
| Ano  | Título                                    | Personagem               | Direção              |
| ---- | ----------------------------------------- | ------------------------ | -------------------- |
| 2016 | Barata Ribeiro, 716                       | Advogado                 | Domingos de Oliveira |
| 2016 | Em Nome da Lei                            | Gilberto                 | Sérgio Rezende       |
| 2014 | Getúlio                                   | Brigadeiro Eduardo Gomes | João Jardim          |
| 2010 | Tropa de Elite 2: O Inimigo Agora É Outro | Camelo                   | José Padilha         |
| 2006 | Xuxa Gêmeas                               | Acionista                | Jorge Fernando       |
| 2006 | Se Eu Fosse Você                          | Maitre                   | Daniel Filho         |
| 2005 | Mais uma Vez Amor                         | Homem do bar             | Rosane Svartman      |
| 1995 | Dezesseis, Zero, Sessenta                 | Advogado de Vittorio     | Vinicius Mainardi    |